# خورشیدگرفتگی ۷ آوریل ۱۹۴۰
خورشیدگرفتگی ۷ آوریل ۱۹۴۰ (به انگلیسی: Solar eclipse of April 7, 1940) یک خورشیدگرفتگی از نوع خورشیدگرفتگی حلقه‌ای است. این خورشیدگرفتگی در تاریخ ۷ آوریل ۱۹۴۰ میلادی (‎۱۸ فروردین ۱۳۱۹ خورشیدی) روی داد که زمان اوج آن، ساعت ۲۰:۲۱:۲۱ به‌وقت ساعت هماهنگ جهانی بوده‌است. مدت زمان و طول این خورشیدگرفتگی ۷ دقیقه و ۳۰ ثانیه بود.